# Shavlik Randolph
Ronald Shavlik Randolph (* 24. November 1983 in Raleigh, North Carolina) ist ein US-amerikanischer Basketballspieler.

## High School
Randolph besuchte die Needham B. Broughton High School in seinem Geburtsort Raleigh. Nachdem er die High School durchlaufen war, führte er die Schule in je erzielten Punkten, Rebounds und Blocks an. Dazu brach er mit 70 Punkten auch den Schulrekord für in einem Spiel erzielte Punkte, der zuvor von Pete Maravich aufgestellt worden war.

## College
Randolphs College-Karriere verlief eher enttäuschend. In drei Jahren spielte er 92 mal für die Duke University und kam dabei 36 mal von Beginn an zum Einsatz, erzielte im Durchschnitt aber lediglich 6,3 Punkte, 4,3 Rebounds und 1,4 Blocks pro Spiel.

## Profikarriere
2005 meldete Randolph sich für den NBA-Draft an, wurde allerdings von keinem Team ausgewählt.

### Philadelphia 76ers
Im August 2005 unterzeichnete er bei den Philadelphia 76ers und kam in seiner Debütsaison in 57 Spielen zum Einsatz. Seine Saisonbestleistungen waren 10 Punkte und 13 Rebounds, im Durchschnitt waren es jeweils 2,3 Punkte und Rebounds pro Spiel. Die Mannschaft konnte trotz der Stars Allen Iverson und Chris Webber nicht die Playoffs erreichen. Im November 2006 brach Randolph sich während einer Trainingseinheit sein Sprunggelenk. Diese Verletzung führte dazu, dass Randolph in seiner zweiten und dritten Saison bei Philadelphia gerade einmal 22 Saison- und zwei Playoffspiele bestritt.

### Portland Trail Blazers
Ende September 2008 nahmen ihn die Portland Trail Blazers unter Vertrag, bei denen er jedoch erst nach 38 Saisonspielen das erste Mal in einem Meisterschaftsspiel eingesetzt wurde. Sein erstes Spiel absolvierte er am 14. Januar 2009 gegen sein altes Team aus Philadelphia, in dem er vier Punkte in vier Minuten verbuchen konnte. Für die Blazers lief er in der Saison 2008/09 zehnmal auf und erzielte im Durchschnitt jeweils 1,8 Punkte und Rebounds. Zu Saisonende verlängerte Portland den Vertrag mit Randolph nicht.

### Miami Heat, Rückkehr nach Portland und Rückkehr nach Miami
Zur Saison 2009/10 unterschrieb er bei den Miami Heat, die ihn jedoch im Dezember 2009 wieder aus seinem Vertrag entließen. Daraufhin nahmen ihn wieder die Trail Blazers unter Vertrag, entließen ihn kurz darauf und statteten ihn zwei Tage später mit einem 10-Tages-Vertrag aus. Am Ende der Saison wurde er wieder von den Heat verpflichtet. Über die gesamte Saison spielte er in sechs Partien.

### Zeit in Puerto Rico und China
Im April 2011 wechselte Randolph nach Puerto Rico zu Gallitos aus Isabela, nachdem er zuvor sechs Monate ohne Verein war. Im selben Jahr wechselte nach China zu den Dongguan Leopards, von denen er im Folgejahr wieder nach Puerto Rico zu den Piratas aus Quebradillas wechselte. In der Vorbereitung auf die Saison 2012/13 unterschrieb er bei den Washington Wizards. Allerdings schaffte er es nicht in den finalen Kader der Wizards, woraufhin er wieder in China bei den Foshan Long Lions anheuerte.

### Boston Celtics
Nach überzeugenden Leistungen in China unterzeichnete Randolph einen 10-Tages-Vertrag bei den Boston Celtics. Nachdem dieser Vertrag zunächst um weitere zehn Tage verlängert worden war, verkündeten die Celtics am 21. März 2013, dass Randolph einen Mehrjahresvertrag unterschrieben habe. Aus diesem wurde er am 1. August 2013 jedoch entlassen.

### Rückkehr nach China
Im Oktober 2013 kehrte Randolph nach China zu seinem alten Verein, den Foshan Long Lions zurück.

### Phoenix Suns
Am 1. März 2014 verpflichteten ihn die Phoenix Suns, für die er bis Saisonende in 14 Spielen zum Einsatz kam.

### Rückkehr zu den Boston Celtics
Am 16. Januar 2015 wurde er von den Phoenix Suns zu den Boston Celtics transferiert. 

## Sonstiges
Randolph ist der Enkel des ehemaligen Basketballprofis Ronnie Shavlik, der Ende der 1950er Jahre bei den New York Knicks spielte. Er trägt die Rückennummer 42, die Hälfte der Rückennummer, die sein Großvater trug (Nr. 84).